# إدوارد دبليو. غراي
إدوارد دبليو. غراي (بالإنجليزية: Edward W. Gray)‏ هو سياسي أمريكي، ولد في 18 أغسطس 1870 في الولايات المتحدة، وتوفي في 10 يونيو 1942 في الولايات المتحدة. حزبياً، نشط في الحزب الجمهوري. وقد انتخب عضو مجلس النواب الأمريكي.